# Apol·lònia del Ríndac
Apol·lònia del Ríndac (grec antic: Ἀπολλωνία ἐπὶ Ῥυνδακῷ Apollōnía épì Ryndakō; llatí Apollonia ad Rhyndacum) o, simplement, Apol·lònia fou una antiga ciutat a prop del riu Ríndac al nord-est d'Anatòlia Estrabó la situava dins de Mísia, la qual cosa causà que algú la identifiqués erròniament com a Uluabat en la riba occidental de Llac Uluabat. Tanmateix, el lloc és de fet el promontori tómbol en la riba nord-oriental, a prop de la moderna Gölyazı. Les restes d'Apol·lònia són inconsiderables. El Ridancos flueix al llac i sorgeix d'ell un riu profund i fangós. El llac s'estén de l'est a de l'oest i està esborronat amb diverses illes en la part del nord-est, damunt una de les quals es troba Gölyazı, però les dimensions varien molt a través de les estacions.

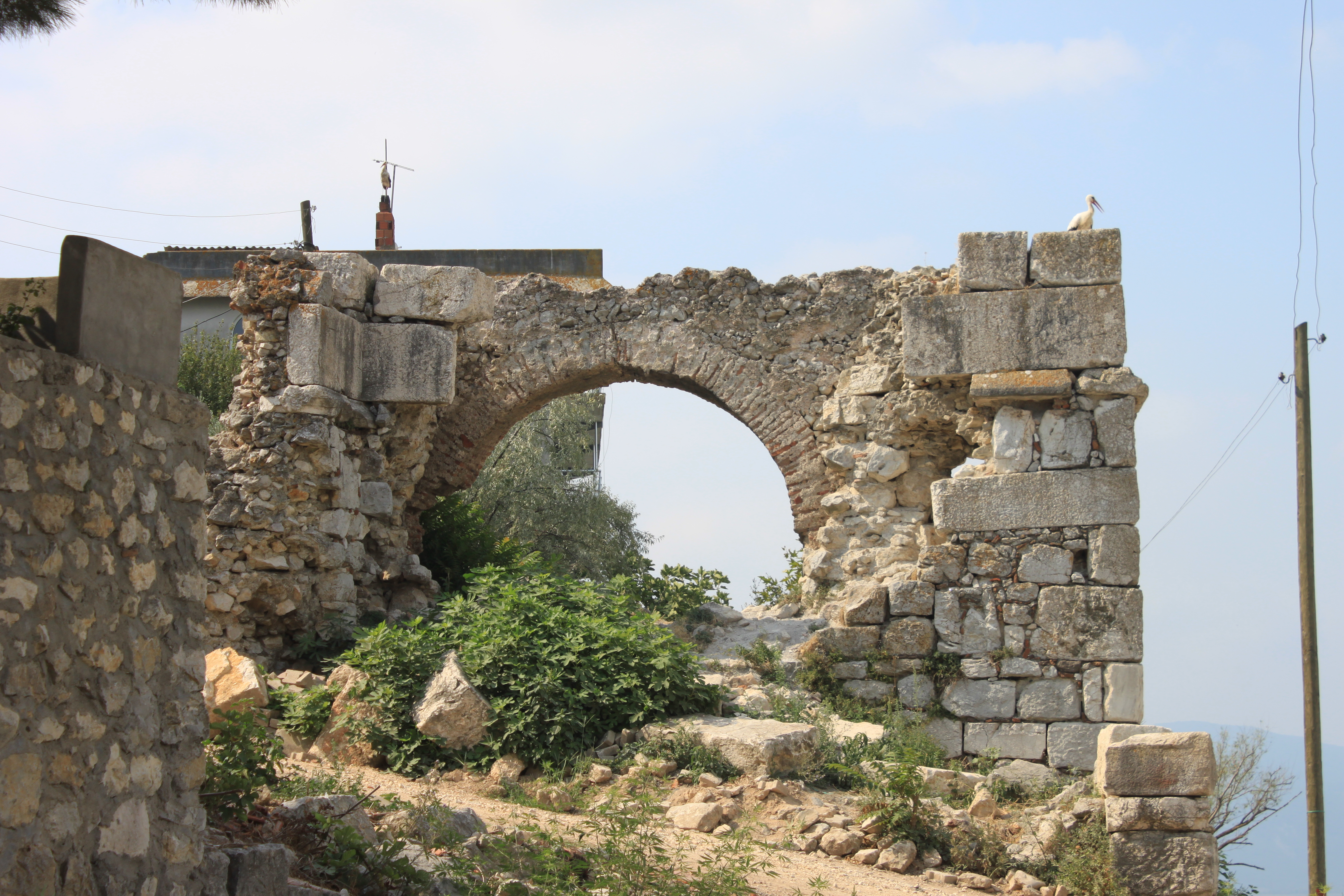
Apollonia ad Rhyndacum, Porta del castell romà d'Orient al turó de Saint George.

És sabut que es van construir nou ciutats anomenades «Apol·lònia» a Anatolia en tot el període antic. Apol·lònia del Ríndac és la ciutat construïda en la península i les illetes que toquen al llac anomenat “Apolyont”, que va ser anomenat com a “Artynias” o “Apolloniatis”, i en els temps més antics es trobava al nord-est de Mísia. El nom d'“Apollonia ad Rhyndacum” va ser escollit per tal de diferenciar-la d'altres ciutats en l'època antiga, amb la referència al corrent del “Rhyndacus (Adranos)” ubicat prop de la ciutat i que provenia d'Aizanoi (Çavdarhisar).
És cregut que la illeta coneguda com a Kız Ada era l'Àrea Sagrada d'Apol·lo en l'Era Antiga. Després que la construcció del temple en el nom déu preservador de la ciutat, el cap d'Apol·lo, la cítara, el plectró i la figura de l'Apol·lo Sauròcton va ser utilitzats des del període hel·lenístic al final de l'Imperi Romà. L'ús de la figura dels crancs va continuar la seva prevalença, mentre que la representació del cap de les Gòrgones va disminuir gradualment. Es van utilitzar diferents personatges en les monedes, com ara Deméter i Tic, a causa de l'arribada de nous cultes a la ciutat en l'època romana

## Colonització grega
Apol·lònia del Ríndac és un de moltes ciutats gregues antigues que duen el nom d'Apol·lo.
Els habitants d'Apol·lònia creien que la seva colònia original havia estat fundada per Milet sota els auspicis d'Apol·lo de Dídimama, per la qual cosa Apol·lo era el seu archegetes.

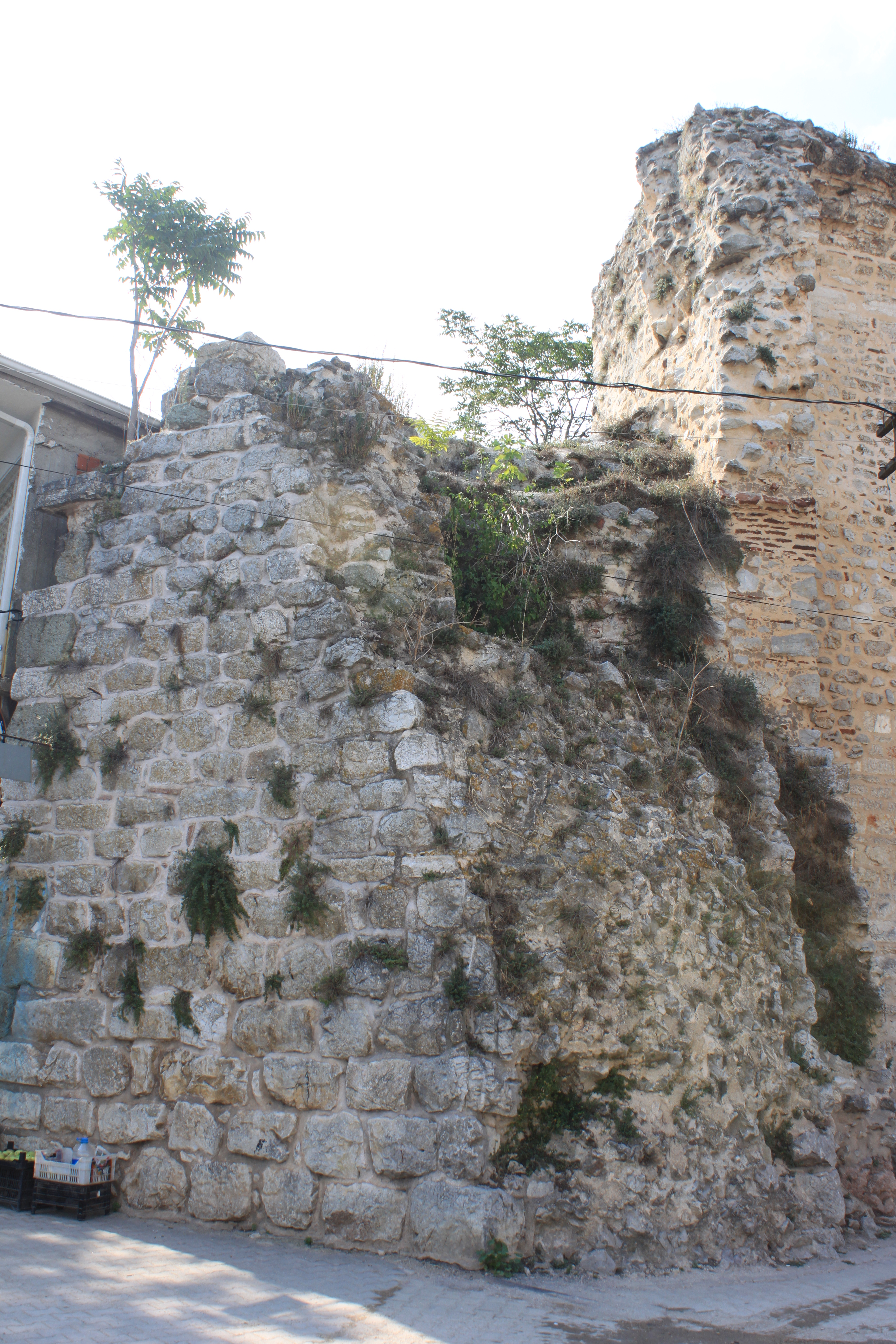
Muralla romana d'Orient dels segles al

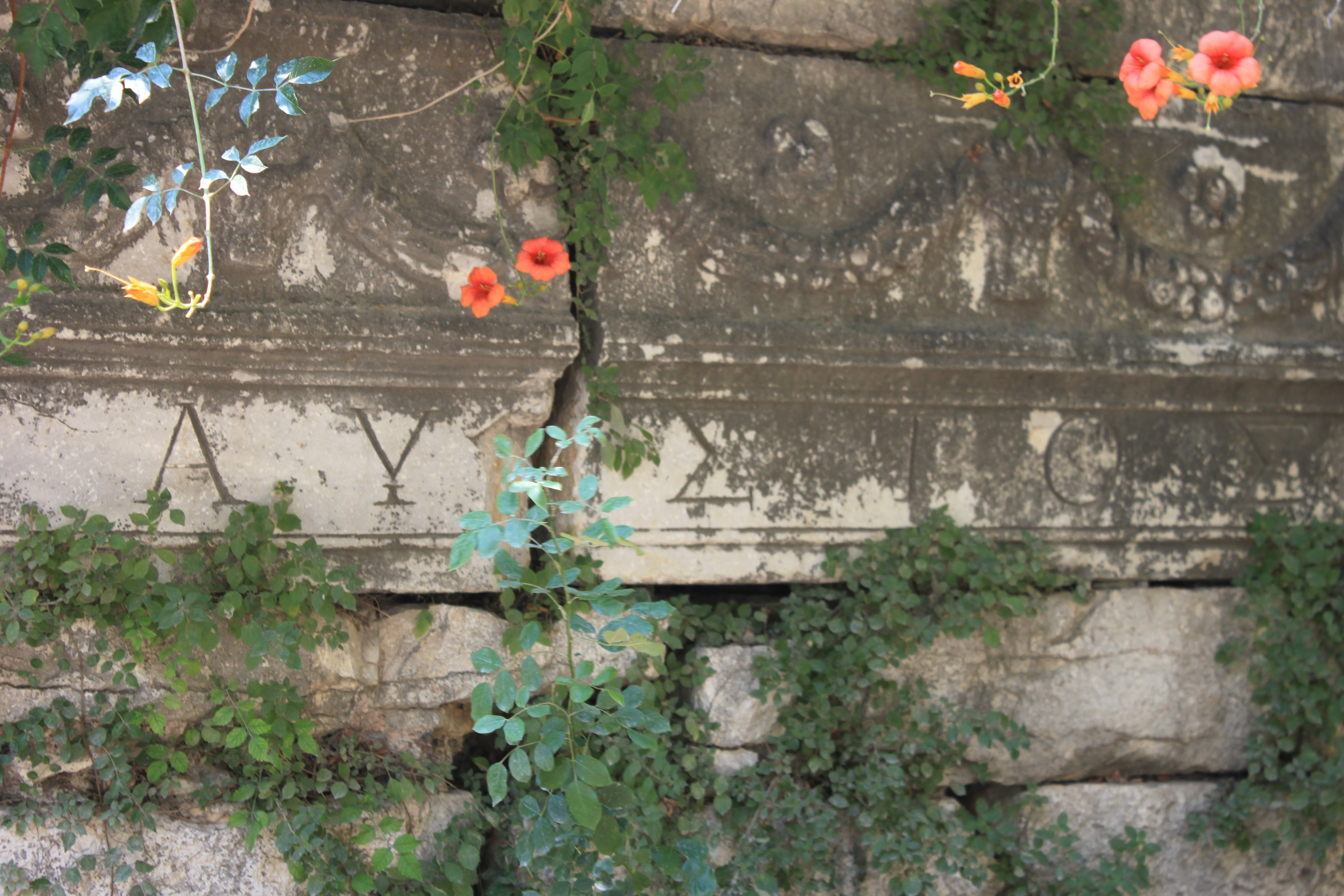
Spolia a la muralla del castell romà d'Orient,

L'antiguitat de la colònia i del seu nom es recolza per antigues monedes datades al 450 aC, les quals duen el símbol de l'àncora d'Apollo i que ha estat atribuït per alguns estudiosos a aquesta Apol·lònia.
La ciutat va experimentar prosperitat sota el govern dels atàlides durant l'època hel·lenística.